# Hyphessobrycon scholzei
Hyphessobrycon scholzei es una especie de peces de la familia Characidae en el orden de los Characiformes.

## Morfología
Los machos pueden llegar alcanzar los 4 cm de longitud total.

## Hábitat
Vive en zonas de clima tropical entre 22 °C - 28 °C de temperatura.

## Distribución geográfica
Se encuentran en Sudamérica:  cuenca del río Amazonas.

## Alimentación
Come gusanos, crustáceos pequeños y materia vegetal.